# Satz von Denjoy (Topologie)
Der Satz von Denjoy   ist ein mathematischer Lehrsatz, welcher auf den französischen Mathematiker Arnaud Denjoy zurückgeht. Er behandelt eine grundlegende Zusammenhangseigenschaft der Topologie der reellen Zahlen. Denjoy veröffentlichte ihn 1915.

## Formulierung
Der Satz lässt sich angeben wie folgt:
Gegeben seien in    {\displaystyle \mathbb {R} }   drei kompakte Intervalle   {\displaystyle I_{1}\;,\;I_{2}\;,\;I_{3}}   .
Dabei sei vorausgesetzt, dass
{\displaystyle \bigcap \limits _{k\;\in \;\{1\;,\;2\;,\;3\} \atop \;}{I_{k}^{\circ }}\;\neq \;\emptyset }
gelte, dass also die drei Intervalle mindestens einen  gemeinsamen inneren Punkt besitzen.
 Dann gilt:
Es gibt unter den drei Intervallen mindestens eines, welches so von den beiden anderen Intervallen überdeckt wird, dass jeder einzelne seiner inneren Punkte zugleich innerer Punkt eines der beiden anderen Intervalle ist.
In Formeln:
 {\displaystyle \exists j\in \{1\;,\;2\;,\;3\}\colon {\bigl (}I_{j}^{\circ }\;\subseteq \;\bigcup \limits _{k\;\in \;\{1\;,\;2\;,\;3\} \atop \;\ k\;\neq \;j}{I_{k}^{\circ }}{\bigr )}}   

## Beweis
Die kompakten Intervalle sind von der Form {\displaystyle I_{k}=\left[a_{k},b_{k}\right]} für {\displaystyle k=1,2,3}. Ihr Inneres ist jeweils {\displaystyle I_{k}^{\circ }=\left(a_{k},b_{k}\right)}.
Sei {\displaystyle i\in \left\{1,2,3\right\}} so dass {\displaystyle a_{i}=\min(a_{1},a_{2},a_{3})} und sei {\displaystyle j\in \left\{1,2,3\right\}} so dass {\displaystyle b_{j}=\max(b_{1},b_{2},b_{3})}. Dann gilt {\displaystyle I_{k}\subset \left[a_{i},b_{j}\right]} für {\displaystyle k=1,2,3}.
Fall 1: {\displaystyle i=j}. Dann gilt {\displaystyle I_{k}\subset I_{i}} und {\displaystyle I_{k}^{\circ }\subset I_{i}^{\circ }} für {\displaystyle k=1,2,3}.
Fall 2: {\displaystyle i\not =j}. Nach Voraussetzung gibt es einen gemeinsamen Punkt {\displaystyle z} im Inneren der drei Intervalle, für den also insbesondere {\displaystyle z\in \left(a_{i},b_{i}\right)} und {\displaystyle z\in \left(a_{j},b_{j}\right)}, mithin {\displaystyle a_{j}<z<b_{i}} gilt. Daraus folgt
{\displaystyle I_{k}\subset \left[a_{i},b_{j}\right]=\left[a_{i},z\right]\cup \left[z,b_{j}\right]\subset \left[a_{i},b_{i}\right]\cup \left[a_{j},b_{j}\right]=I_{i}\cup I_{j}}
für {\displaystyle k=1,2,3}. Für einen inneren Punkt {\displaystyle x\in I_{k}^{\circ }} hat man {\displaystyle a_{k}<x<b_{k}} und entweder {\displaystyle x\leq z} oder {\displaystyle x>z}. Im Fall {\displaystyle x\leq z} folgt {\displaystyle a_{i}\leq a_{k}<x\leq z<b_{i}} und mithin {\displaystyle x\in I_{i}^{\circ }}, im Fall {\displaystyle x>z} folgt {\displaystyle a_{j}<z<x<b_{j}} und mithin {\displaystyle x\in I_{j}^{\circ }}.